# Distretto di Fengyuan
Il distretto di Fengyuan, anche Fongyuan (cinese semplificato: 丰原区; cinese tradizionale: 豐原区; pinyin: Fēngyuán Shì) è un distretto di Taiwan ed è il capoluogo della municipalità di Taichung.